# Jacquemontia mexicana
Jacquemontia mexicana là một loài thực vật có hoa trong họ Bìm bìm. Loài này được (Loes.) Standl. & Steyerm. mô tả khoa học đầu tiên năm 1944.